# Козлова, Александра Вячеславовна
Алекса́ндра Вячесла́вовна Козло́ва (род. 24 апреля 1997 года) — российская тяжелоатлетка, бронзовый призёр чемпионата Европы 2019 и 2021 годов. Мастер спорта международного класса.

## Карьера
Александра Козлова является уроженкой Ядринского района, ныне является стажёром Чебоксарского училища олимпийского резерва им. В.Краснова.  Своё спортивное мастерство оттачивает на базе столичной Спортивной школы имени Валериана Соколова.
В 2017 году на юниорском чемпионате Европы одержала победу.
На чемпионате Европы 2019 года, в Батуми, Александра по сумме двух упражнений стала бронзовым призёром, сумев зафиксировать результат 213 кг. Несмотря на тот факт, что Александра не была в тройке призёров в упражнение толчок, в рывке она завоевала малую бронзовую медаль (96 кг) и ей хватило добиться третьего места по сумме двух упражнений.

## Достижения
Чемпионат Европы
| Результат | Вес       | Год  | Место соревнований | Рывок | Толчок | Общий вес |
| Бронза    | до 59 кг. | 2019 | Батуми, Грузия     | 96,0  | 117,0  | 213,0     |
| Бронза    | до 59 кг. | 2021 | Москва, Россия     | 91,0  | 111,0  | 202,0     |